# 회색등족제비여우원숭이
회색등족제비여우원숭이 (Lepilemur dorsalis)는 족제비여우원숭이과에 속하는 여우원숭이의 일종이다. 마다가스카르 섬의 토착종이다. 서식지 감소로 멸종 위험에 처해 있다.